# Дідим Сліпець
Дідим Сліпець (дав.-гр. Δίδυμος ο Τυφλός, Дідим Олександрійський; бл. 312—398) — грецький християнський письменник, богослов, представник олександрійської богословської школи. Був захисником вчення Орігена, якого називав «великим вчителем Церкви після апостолів».

## Біографія і віровчення
Дідим осліп в 5-річному віці, але зміг освоїти абетку за допомогою об'ємних дерев'яних букв і здобув освіту. Твори Дідима були втрачені під час гонінь на орігенистів і дійшли до нас лише в уривках. У 1941 році в Турі був знайдений папірус із записом його бесід. Відомі його коментарі на наступні книги Біблії: Буття, Екклезіаст, Псалтир, книга Йова, 1-ше послання до Коринтян.
До догматичних творів Дідима належать: Три книги про Святу Трійцю, Трактат про Святого Духа і Трактат проти маніхеїв. Твори Дідима включені в 39-й том Patrologia Graeca. Коптська православна церква шанує Дідима як святого.

Текст Дідима про Святого Духа (лат. De Spiritu Sancto бл. 381 р.) зберігся в латинському перекладі Єроніма Стридонського. Цей текст, поряд із текстами Василя Великого, вплинув на вчення про Святого Духа в Амвросія Медіоланського, який, своєю чергою, вплинув на тринітарне богослов'я Августина. Традиційно вважають, що De Spiritu Sancto містить деякі пасажі, які надалі використовуються для підтримки більш пізнього вчення латинських Отців пропоходження Духа від Отця і Сина
|  | не від якоїсь іншої сутністі є Дух Святий, тільки від тієї, яка подається Сином |

## Засудження
Засуджений як єретик на П'ятому і Шостому Вселенських Соборах.
На Латеранському соборі 649 року на всі твори Дідима була накладена анафема, також були анафематствовані ті, хто не бажає анафематствовати і відкинути роботи на захист Дідима:
Якщо хто не відкидає і, в згоді зі Святими Отцями, з нами і з вірою, не анатематствує душею і устами всіх тих, кого свята, католична і апостольська Божа Церква (тобто п'ять Вселенських Соборів і все одностайні визнані ним Отці Церкви) відкинула і анатематствувала разом з їх писаннями, до самої останнього рядка, як нечестивих єретиків, а саме: […] Орігена, Дідима, Евагрія і всіх інших єретиків разом узятих […]. Так ось, якщо хто не відкидає і не анатематствує нечестиве вчення їх єресі і те, що було нечестиво написано ким би то не було в їх користь або в їх захист, так само як і самих згаданих єретиків […]: такій людині нехай буде анатема.